# Пам'ятник башкирській жінці (Самарська область)

Пам'ятник башкирській жінці. Мала Малишевка. Самарська область.

Пам'ятник башкирській жінці — пам'ятник в районі села Мала Малишевка Кінельського району Самарської області, присвячений башкирській жінці.

## Історія

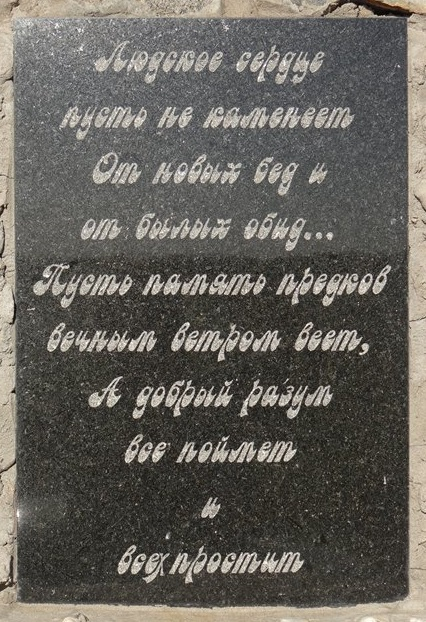
Дошка пам'ятника

Село Мала Малишевка з'явилося в кінці XVII століття. Назва села пов'язана з прізвищем Малишевих. За переказами, селяни на чолі з молодшим братом Малишевим, які походили з Тамбовської губернії, оглянули цю місцевість та, з дозволу уряду, отримали дозвіл переїхати в це місце. В честь брата Малишева-молодшого село назвали Мала Малишевка. 
Інша назва села - Башкирка.  За старовинною легендою назва пішла від жінки-вождя башкирів, загін якої загинув у цих місцях від козаків Червоної Самарки. 
Полонили керівників загону та вирішили стратити. Коли зітнули голову черговій жертві, то здивувались, побачивши під одягом воїна заховану жінку. За козачими правилами козаки не мали змагатися з жінкою та дарували їй життя при умові, що та зробить поховання своїх людей (нині людські кості часто знаходять вздовж лісу). Жінка викопала собі землянку і залишилася жити вздовж дороги, яка з'єднувала село і фортецю. Башкиркою її називало місцеве населення. Решту свого життя вона присвятила молитвам за вбите військо. Вона могла піти на бвтьківщину, могла скитатись, але залишалась вірною своїм воїнам, своєму обов'язку. Люди, які їхали із фортеці до села казалс «їдемо до башкирки». Так і пішло, біля століття село називали «Башкирка». В сучасній Росії поблизу Малої Малишівки встановили пам'ятник цій жінці.

## Відео
Відео на YouTube Монумент в Малой Малышевке